# ستانلي جون اولسن
ستانلي جون اولسن (بالإنجليزية: Stanley John Olsen)‏ هو عالم إنسان أمريكي، ولد في 24 يونيو 1919، وتوفي في 23 ديسمبر 2003.